# Zdzisław Kwaśny
Zdzisław Kwaśny, född den 6 november 1960, är en polsk före detta friidrottare som tävlade i släggkastning.
Kwaśny deltog vid de första världsmästerskapen i Helsingfors 1983 där han blev bronsmedaljör i släggkastning efter ett kast på 79,42.

## Personliga rekord
- Släggkastning - 80,18 meter